# Joe Bonamassa
Joseph Leonard "Joe" Bonamassa, född 8 maj 1977 i New Hartford, Oneida County, New York, är en amerikansk gitarrist, sångare och kompositör inom framförallt blues- och rockgenren. Bonamassa är verksam som soloartist men har även genomfört flera samarbetsprojekt med andra artister, bland annat Beth Hart. Han är också medlem av gruppen Black Country Communion.

## Karriär
Bonamassa växte upp i Utica, New York och började spela gitarr redan i 4-årsåldern. När han var 12 år startade han sitt eget band, Smokin' Joe Bonamassa. Han var senare också medlem av bandet Bloodline. År 2000 gav han ut sitt första soloalbum, A New Day Yesterday.
Sedan kom albumen tätt, So, It's Like That (2002) toppade den amerikanska bluesförsäljningslistan. Efter det kom Blues Deluxe (2003), Had To Cry Today (2004) och You & Me (2006). Dessa nådde alla Topp 10 på samma lista i hemlandet. Från och med Sloe Gin (2007) har Bonamassas studioalbum varit på Billboardlistans topp 30 i kategorin blues.
I Europa nådde han vissa framgångar med albumen The Ballad of John Henry (2009) och Black Rock (2010). Efter dem kom Dust Bowl (2011), Driving Towards The Daylight (2012), Different Shades of Blue (2014) och Blues of Desperation (2016). Dessutom har Bonamassa fram till 2023 gett ut 18 livealbum som soloartist.
Tillsammans med vokalisten Beth Hart har han gett ut albumen Don't Explain (2011), Seesaw (2013) och Live in Amsterdam (2014). År 2009 var han med och startade rockbandet Black Country Communion tillsammans med basisten Glenn Hughes (från Deep Purple), keyboardisten Derek Sherinian (från Dream Theater) och trummisen Jason Bonham. Bandet har utgivit tre album.

## Diskografi
- 2000 – A New Day Yesterday
- 2002 – So, It's Like That
- 2003 – Blues Deluxe
- 2004 – Had to Cry Today
- 2006 – You & Me
- 2007 – Sloe Gin
- 2009 – The Ballad of John Henry'
- 2010 – Black Rock
- 2011 – Dust Bowl
- 2012 – Driving Towards the Daylight
- 2014 – Different Shades of Blue
- 2016 – Blues of Desperation
- 2018 – Redemption
- 2019 – Christmas Comes But Once a Year
- 2020 – Royal Tea
- 2021 – Time Clocks
- 2023 – Blues Deluxe Vol. 2
- 2025 – Breakthrough

## Samarbete
| År   | Artist          | Album                    | Sang             |
| ---- | --------------- | ------------------------ | ---------------- |
| 2010 | Shannon Curfman | What You're Getting Into | «The Core»       |
| 2010 | Sandi Thom      | Merchants and Thieves    | «This Ol' World» |
| 2011 | Beth Hart       | Don't Explain            |                  |
| 2013 | Beth Hart       | Seesaw                   |                  |
| 2014 | Beth Hart       | Live in Amsterdam        |                  |